# معركة تورفيول
معركة تورفيول (بالإنجليزية: Battle of Torvioll) والمعروفة أيضا بمعركة ديبرا هي معركة وقعت في 29 يونيو 1444 في سهل تورفيول حاليا شمال البانيا بين الدولة العثمانية ومتمردين ألبان على الحكم العثماني والذين اطلقوا على أنفسهم اتحاد عصبة ليجه.

## الخلفية
كان إسكندر بك قائد سلاح فرسان عثماني من أصل ألباني وبعد هزيمة العثمانيين في معركة نيش (نوفمبر 1443) قرر الفرار مع 300 ألباني اخر إلى موطنهم الأصلي بشمال ألبانيا فيما يعرف ببلدة كروجي ومعلنين تمردهم على الحكم العثماني لتسقط كرويه سريعا بأيديهم ومن ثم تم تشكيل اتحاد عصبة ليجه أدرك السلطان العثماني مراد الثاني التهديد الذي يشكله الأمراء الألبان المتمردين فأرسل أحد أهم قادته علي باشا مع 25 الف مقاتل لسحق التمرد الألباني.

## المعركة
توقع إسكندر بك رد فعل العثمانيين لذلك انتقل مع 15 الف من رجاله لهزيمة علي باشا ليلتقي الجيشان بسهل تورفيول وفي 29 يونيو 1443 خرج على باشا من معسكرة والذي رأى المتمردين قد وضعوا قواتهم اسفل التل أمر علي باشا قواته ببدء الهجوم ومهاجمة جيش إسكندر بك بجميع قواته إلا أن الأخير كان قد أعد حيلة للجيش العثماني حيث أمر قواته المختفية بالغابة القريبة والتي تقدر بثلاثة آلاف رجل بمهاجمة قوات العثمانيين من الخلف وكانت النتيجة مدمرة للجيش العثماني الذي هزم بأكمله وقتل قائده علي باشا.

## وصلات خارجية
- Beteja e Torviollit, 1444 - Excerpt from Marin Barleti's Historia de vita et gestis Scanderbegi Epirotarum Principis (بالألبانية)
- George Castriot, Surnamed Scanderbeg, King of Albania by Clement Clarke Moore (abridged and modernized translation of a French translation of Marin Barleti's book) - See pages 45–55 for a description of the Battle of Torvioll